# Campeonato Europeo de Piragüismo en Maratón
El Campeonato Europeo de Piragüismo en Maratón es la máxima competición de piragüismo en maratón a nivel europeo. Es organizado desde 1995 por la Asociación Europea de Piragüismo (ECA).

## Ediciones
| Núm.  | Año  | Sede                | País            |
| ----- | ---- | ------------------- | --------------- |
| I     | 1995 | Murcia              | España          |
| II    | 1997 | Pavía               | Italia          |
| III   | 1999 | Gorzów Wielkopolski | Polonia         |
| IV    | 2001 | Győr                | Hungría         |
| V     | 2003 | Gdansk              | Polonia         |
| VI    | 2005 | Týn nad Vltavou     | República Checa |
| VII   | 2007 | Trenčín             | Eslovaquia      |
| VIII  | 2009 | Ostróda             | Polonia         |
| IX    | 2011 | Saint-Jean-de-Losne | Francia         |
| X     | 2013 | Vila Verde          | Portugal        |
| XI    | 2014 | Piešťany            | Eslovaquia      |
| XII   | 2015 | Bohinj              | Eslovenia       |
| XIII  | 2016 | Pontevedra          | España          |
| XIV   | 2017 | Ponte de Lima       | Portugal        |
| XV    | 2018 | Metković            | Croacia         |
| XVI   | 2019 | Decize              | Francia         |
| XVII  | 2021 | Moscú               | Rusia           |
| XVIII | 2022 | Silkeborg           | Dinamarca       |
| XIX   | 2023 | Slavonski Brod      | Croacia         |
| XX    | 2024 | Poznań              | Polonia         |
| XXI   | 2025 | Ponte de Lima       | Portugal        |
| XXII  | 2026 | Pitești             | Rumania         |
| XXIII | 2027 | Mirandela           | Portugal        |

## Medallero histórico
- Actualizado a Ponte de Lima 2025.

| Núm. | País            | Oro | Plata | Bronce | Total |
| ---- | --------------- | --- | ----- | ------ | ----- |
| 1    | Hungría         | 56  | 48    | 39     | 143   |
| 2    | España          | 29  | 34    | 37     | 100   |
| 3    | Portugal        | 14  | 11    | 8      | 33    |
| 4    | Ucrania         | 9   | 2     | 3      | 14    |
| 5    | Francia         | 7   | 13    | 7      | 27    |
| 6    | Reino Unido     | 6   | 9     | 7      | 22    |
| 7    | Polonia         | 6   | 8     | 12     | 26    |
| 8    | Dinamarca       | 5   | 2     | 6      | 13    |
| 9    | Eslovaquia      | 3   | 1     | 2      | 6     |
| 10   | Países Bajos    | 2   | 3     | 4      | 9     |
| 11   | Alemania        | 2   | 3     | 3      | 8     |
| 12   | Italia          | 2   | 2     | 2      | 6     |
| 13   | Noruega         | 2   | 1     | 4      | 7     |
| 14   | Suecia          | 2   | 0     | 1      | 3     |
| 15   | República Checa | 1   | 5     | 9      | 15    |
| 16   | Serbia          | 1   | 1     | 1      | 3     |
| 17   | Rusia           | 0   | 3     | 1      | 4     |
| 18   | Croacia         | 0   | 1     | 1      | 2     |
|      | TOTAL           | 147 | 147   | 147    | 441   |